# 昂旺扎巴坚赞
昂旺札巴坚赞（藏語：ངག་དབང་གྲགས་པ་རྒྱལ་མཚན，威利转写：ngag dbang grags pa rgyal mtshan，?—1579年?），可能在1564年到1579年统治帕木竹巴王朝。由于内部家庭纷争，帕木竹巴大部分权力脱离了他的掌控。
昂旺札巴坚赞是卓尾貢波（1508 - 1548）的儿子，居住拉萨西南部的贡嘎豁卡。他的祖父阿旺札西札巴（1488 - 1564）是最后有效统治帕木竹巴的阐化王，住在拉萨东南乃东。在1553年或1554年阿旺札西札巴被迫下台时，昂旺札巴坚赞暂时接管了祖父的宝座。十年后，他站出来反对75岁高龄的祖父，永久试图获得王位。为了实现统治者的野心，他还和甘丹寺的索南嘉措保持良好的关系。大量的佛教高官试图干预叛乱，无济于事。接下来的1564年，阿旺札西札巴去世。新的骚乱爆发，乃东和贡嘎豁卡分裂。索南嘉措参与调解冲突。最终昂旺札巴坚赞成为新的贡玛。然而，帕木竹巴的权威已经几乎枯竭。
《明史》记载1564年，昂旺札巴坚赞请求明世宗册封自己为阐化王，但事实上明世宗对西藏没什么兴趣。另一方面，土默特蒙古人使接触西藏的宗教领袖。1577年，土默特领袖俺答汗的使节来到邀请索南嘉措去青海湖。昂旺札巴坚赞支持，派代表全程陪同索南嘉措。访问的结果是格鲁派与蒙古人建立了持久的关系，其领袖获得了达赖喇嘛的称号。
尽管帕木竹巴基于藏传佛教噶举派，昂旺札巴坚赞依然支持格鲁派的索南嘉措。第五世达赖喇嘛(1617 - 1682)写道:“他是格鲁派和雷龙的特别奉献者，听到[他们的]许多神圣教义。他的思想被净化，因为他和无所不知的索南嘉措结成檀越关系，类似于月亮和太阳，中国皇帝的朝廷不断送物品到贡嘎豁卡。”根据《明史》，一个帕木竹巴统治者在1579年去世，这或许说的是昂旺札巴坚赞。由他的儿子札释藏卜接管帕木竹巴。